# Tour de la Comunidad Europea 1986
La 24.ª edición del Tour del Porvenir (nombre oficial en francés: Tour de la Communauté Européenne o en español Tour de la Comunidad Europea) fue una carrera de ciclismo en ruta por etapas que se celebró entre el 10 y el 22 de septiembre de 1986 con inicio en Oporto (Portugal) y final en Turín (Italia) sobre una distancia total de 1738 kilómetros.
A partir de la edición de 1986 el Tour de l'Avenir se convirtió en el Tour de la Communauté Européenne siendo un símbolo del ideal europeo gracias a la voluntad de la Comisión Europea y el Parlamento Europeo y para esto la presente edición recorrió 4 países: Portugal, España, Francia e Italia.
La carrera fue ganada por el ciclista español Miguel Induráin del equipo Reynolds-TS Batteries. El podio lo completaron el ciclista francés Patrice Esnault del equipo Kas-Mavic y el ciclista estadounidense Alexi Grewal del equipo R.M.O.-Méral-Mavic.

## Equipos participantes
Tomaron parte en la carrera 23 equipos de 6 corredores cada uno de los cuales 11 fueron equipos nacionales amateur y 12 equipos profesionales:
| Equipos profesionales (12) - Café de Colombia-Varta - Fagor - Kas-Mavic - La Vie Claire-Wonder-Radar - Lousa-Trinaranjus-Akai - Peugeot-Shell - R.M.O.-Méral-Mavic - Seat-Orbea - Sporting-Laranjinha-C-Mavic - Système U - Reynolds-TS Batteries - Zor-B.H. Equipos nacionales amateur (11) - Bélgica - Checoslovaquia - Colombia - España - Francia - Italia - Japón - Países Bajos - Portugal - Suiza - Unión Soviética |  |
| |  |

## Etapas
| Etapa               | Fecha     | Recorrido                     | Distancia (km) | Ganador              | Líder           |
| ------------------- | --------- | ----------------------------- | -------------- | -------------------- | --------------- |
| Prólogo             | 10 de sep | Oporto – Oporto               | 4,8            | Miguel Induráin      | Miguel Induráin |
| 1.ª etapa           | 11 de sep | Oporto – Viseu                | 162            | Pascal Jules         | Miguel Induráin |
| 2.ª etapa           | 12 de sep | Celorico da Beira – Salamanca | 204            | José Enrique Carrera | Roy Knickman    |
| 3.ª etapa, parte A  | 13 de sep | Salamanca – Valladolid        | 118            | Vladimir Muravski    | Roy Knickman    |
| 3.ª etapa, parte B  | 13 de sep | Valladolid – Valladolid       | 22             | Unión Soviética      | Roy Knickman    |
| 4.ª etapa           | 14 de sep | Palencia – Vitoria            | 197            | Bruno Wojtinek       | Roy Knickman    |
| 5.ª etapa           | 15 de sep | Vitoria – Pamplona            | 134            | Juan Martin Zapatero | Roy Knickman    |
| 6.ª etapa           | 16 de sep | Pamplona – Pau                | 194            | Jokin Mujika         | Roy Knickman    |
| 7.ª etapa           | 17 de sep | Pau – Luz-Ardiden             | 133,5          | Laudelino Cubino     | Roy Knickman    |
| 8.ª etapa           | 18 de sep | Tarbes – Plaisance-du-Touch   | 123            | Jean-Marc Manfrin    | Roy Knickman    |
| 9.ª etapa           | 19 de sep | Carpentras – Carpentras       | 27,5           | Miguel Induráin      | Roy Knickman    |
| 10.ª etapa          | 20 de sep | Carpentras – Gap              | 185            | Denis Roux           | Miguel Induráin |
| 11.ª etapa          | 21 de sep | Gap – Briançon                | 110            | Alexi Grewal         | Miguel Induráin |
| 12.ª etapa, parte A | 22 de sep | Briançon – Sestriere          | 30,5           | Alberto Camargo      | Miguel Induráin |
| 12.ª etapa, parte B | 22 de sep | Sestriere – Turín             | 91             | Christian Chaubet    | Miguel Induráin |

## Clasificaciones finales
Las clasificaciones finalizaron de la siguiente forma:

### Clasificación general
| Clasificación general |                  |                            |                  |
| Ciclista              | Ciclista         | Equipo                     | Tiempo           |
| --------------------- | ---------------- | -------------------------- | ---------------- |
| 1.º                   | Miguel Induráin  | Reynolds-TS Batteries      | 43 h 05 min 27 s |
| 2.º                   | Patrice Esnault  | Kas-Mavic                  | + 47 s           |
| 3.º                   | Alexi Grewal     | R.M.O.-Méral-Mavic         | + 1 min 46 s     |
| 4.º                   | Jérôme Simon     | Peugeot-Shell              | + 2 min 53 s     |
| 5.º                   | Martial Gayant   | Système U                  | + 4 min 54 s     |
| 6.º                   | Bernard Richard  | Fagor                      | + 4 min 59 s     |
| 7.º                   | Jacques Decrion  | Kas-Mavic                  | + 7 min 08 s     |
| 8.º                   | Guido Winterberg | La Vie Claire-Wonder-Radar | + 9 min 31 s     |
| 9.º                   | Camillo Passera  | Italia                     | + 11 min 01 s    |
| 10.º                  | Laudelino Cubino | Zor-B.H.                   | + 11 min 59 s    |

### Clasificación por puntos
| Clasificación por puntos |                    |                       |        |
| Ciclista                 | Ciclista           | Equipo                | Puntos |
| ------------------------ | ------------------ | --------------------- | ------ |
| 1.º                      | Miguel Induráin    | Reynolds-TS Batteries |        |
| 2.º                      | Vladimir Muravskij | Unión Soviética       |        |
| 3.º                      | Milan Jonak        | Checoslovaquia        |        |

### Clasificación de la montaña
| Clasificación de la montaña |                     |                        |        |
| Ciclista                    | Ciclista            | Equipo                 | Puntos |
| --------------------------- | ------------------- | ---------------------- | ------ |
| 1.º                         | Patrice Esnault     | Kas-Mavic              |        |
| 2.º                         | Rubén Darío Beltrán | Café de Colombia-Varta |        |
| 3.º                         | Alexis Grewal       | R.M.O.-Méral-Mavic     |        |

### Clasificación por equipos por tiempo
| Clasificación por equipos |                       |        |
| Equipo                    | Equipo                | Tiempo |
| ------------------------- | --------------------- | ------ |
| 1.º                       | Système U             |        |
| 2.º                       | Reynolds-TS Batteries |        |
| 3.º                       | Kas-Mavic             |        |

### Clasificación por equipos por puntos
| Clasificación por equipos |                       |        |
| Equipo                    | Equipo                | Puntos |
| ------------------------- | --------------------- | ------ |
| 1.º                       | Reynolds-TS Batteries |        |
| 2.º                       | Unión Soviética       |        |
| 3.º                       | Checoslovaquia        |        |